# Sistema di coordinate galattiche
| | Ascensione retta | Declinazione     | Costellazione                                    |
| Polo Nord +90° latitude                                                                                             | 12h 51,4m        | +27,13°          | Chioma di Berenice (vicino a 31 Comae Berenices) |
| Polo Sud −90° latitude                                                                                              | 0h 51,4m         | −27,13°          | Scultore (vicino a NGC 288)                      |
| Centro Galattico 0° longitude                                                                                       | 17h 45,6m        | −28,94°          | Sagittarius (in Sagittarius A)                   |
| Anticentro Galattico 180° longitude                                                                                 | 5h 45,6m         | +28,94°          | Auriga (vicino a HIP 27180)                      |
| \| Nord galattico \| Sud galattico \| Centro galattico \| \| -------------- \| ------------- \| ---------------- \| |                  |                  |                                                  |
| Nord galattico | Sud galattico    | Centro galattico |                                                  |

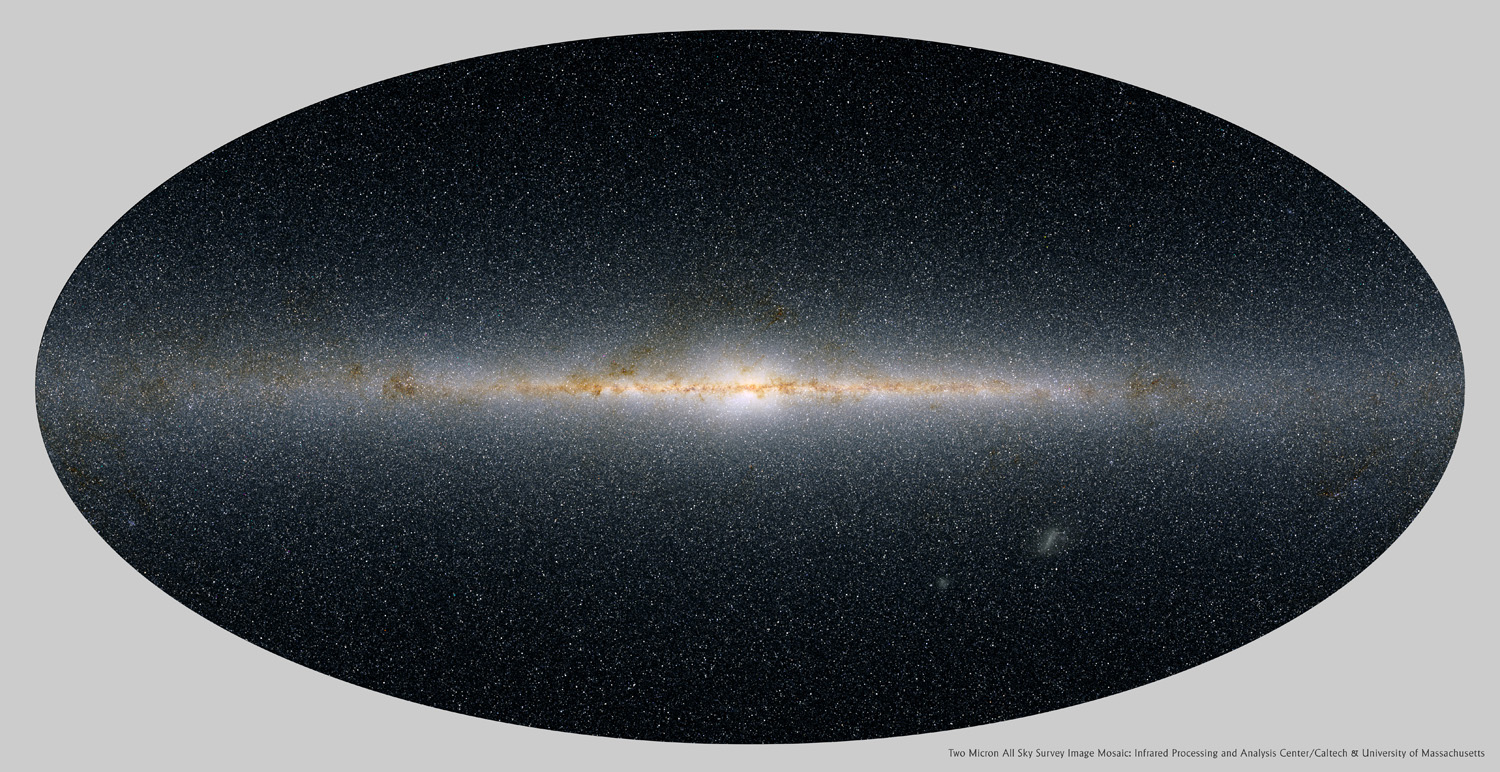
L'anisotropia della densità stellare del cielo notturno rende le coordinate galattiche molto utili per le osservazioni; alle alte latitudini vi è povertà di stelle, mentre alle basse latitudini la densità aumenta, con l'avvicinarsi all'equatore galattico.

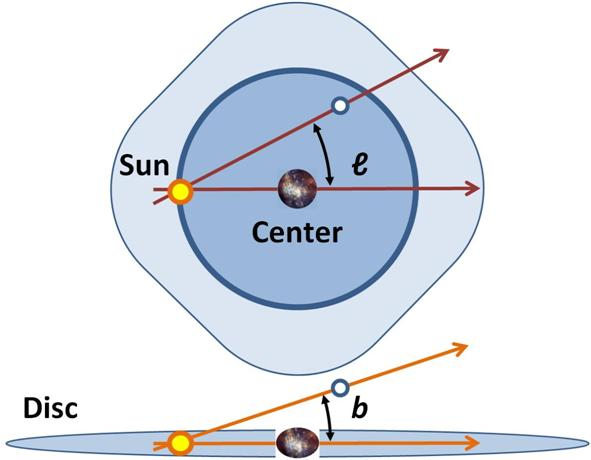
Le coordinate galattiche usano il Sole come origine. La longitudine galattica è misurata con la direzione primaria dal Sole al centro della galassia nel piano galattico, mentre la latitudine galattica misura l'angolo dell'oggetto sopra il piano galattico.

Il sistema di coordinate galattiche è un sistema di coordinate celesti centrato sul Sole e allineato col centro della Via Lattea. L'equatore galattico è così allineato con il piano galattico. Similmente alle coordinate geografiche, le coordinate galattiche si basano sulla longitudine e sulla latitudine.

## Definizione
L'Unione Astronomica Internazionale (IAU) definì questo sistema riferendosi alle coordinate equatoriali nel 1958. Il polo nord galattico è definito alle coordinate celesti 12h 49m : e  +27,4° : (B1950), mentre lo zero di longitudine è un grande semicerchio che si origina da questo punto lungo la linea dell'angolo di posizione di 123° rispetto al polo equatoriale. La longitudine aumenta nella stessa direzione dell'ascensione retta. La latitudine galattica è positiva verso il polo nord galattico, mentre è negativa verso il polo sud galattico; l'equatore galattico ha latitudine 0.
Il sistema equivalente, riferito a J2000 ha il polo nord galattico a 12h 51m 26,282s , +27° 07′ 42,01″ (J2000) e lo 0 di longitudine all'angolo di posizione di 122,932°. Il punto del cielo in cui sia latitudine che longitudine sono pari a 0 è 17h 45m 37,224s , -28° 56′ 10,23″ (J2000), leggermente spostato rispetto alla radiosorgente astronomica Sagittarius A, il miglior indicatore del centro galattico. Sagittarius A* si trova a 17h 45m 40,04s , −29° 00′ 28,1″ (J2000), o alle coordinate galattiche longitudine 359° 56′ 39,4″ e latitudine −0° 2′ 46,2″.
Il sistema delle coordinate galattiche sta alla base della suddivisione del piano galattico in quattro quadranti, dove il grado 0 corrisponde al centro della Via Lattea e il grado 180 corrisponde all'Anticentro galattico; il primo quadrante è compreso fra 0° e 90° e comprende la Via Lattea fra le costellazioni del Sagittario e del Cigno, il secondo quadrante (90°-180°) è compreso fra Cigno e Auriga, il terzo quadrante (180°-270°) fra Toro e Vele e il quarto quadrante (270°-0°) fra Carena e Sagittario. Questa suddivisione è spesso utilizzata dagli astronomi per la descrizione delle grandi strutture galattiche e delle regioni di formazione stellare.

## Nomenclatura
I simboli l e b sono usati per rappresentare rispettivamente la longitudine e la latitudine galattica.

## Costellazioni interessate dall'equatore galattico
L'equatore galattico passa attraverso le seguenti costellazioni:
Sagittario, Serpente, Scudo, Aquila, Freccia, Volpetta, Cigno, Cefeo, Cassiopea, Giraffa, Perseo, Auriga, Toro, Gemelli, Orione, Unicorno, Cane Maggiore, Poppa, Vele, Carena, Croce del Sud, Centauro, Compasso, Squadra, Altare, Scorpione, Ofiuco